# Hamilton International
Die Hamilton International sind offene internationale Meisterschaften von Neuseeland im Badminton. Bei der dokumentierten Austragung wurden Punkte für die Badminton-Weltrangliste vergeben. Austragungsort der Titelkämpfe ist Hamilton.

## Die Sieger
| Jahr | Herreneinzel   | Dameneinzel     | Herrendoppel               | Damendoppel                   | Mixed                                 |
| ---- | -------------- | --------------- | -------------------------- | ----------------------------- | ------------------------------------- |
| 2001 | Colin Haughton | Rhona Robertson | Chris Blair Daniel Shirley | Tammy Jenkins Rhona Robertson | Daniel Shirley Sara Runesten-Petersen |